# Hecatera cappa
Hecatera cappa är en fjärilsart som beskrevs av Jacob Hübner 1827. Hecatera cappa ingår i släktet Hecatera och familjen nattflyn. Inga underarter finns listade i Catalogue of Life.